# Copelatus calaquei
Copelatus calaquei är en skalbaggsart som beskrevs av Bilardo och Rocchi 2008. Copelatus calaquei ingår i släktet Copelatus och familjen dykare. Inga underarter finns listade i Catalogue of Life.